# ノーサンバーランド公爵
ノーサンバーランド公爵（英: Duke of Northumberland [nɔːˈθʌmbələnd]）は、イギリスの公爵位。ノーサンバーランドの他、ノーサンバランドとも表記される。
過去に3回創設されており、現存する3期目のノーサンバーランド公爵位は1766年に第2代ノーサンバーランド伯爵ヒュー・パーシー（旧姓スミソン）がグレートブリテン貴族として叙されたのに始まる。彼はスミソン準男爵家の出身だが、旧ノーサンバーランド伯爵パーシー家の血を引く第7代サマセット公爵アルジャーノン・シーモアの娘エリザベス・シーモアと結婚した関係で岳父が新規に叙されたノーサンバーランド伯爵位を継承のうえパーシーと改姓することでパーシー家を再興した人物である。

## 歴史

### パーシー家前
最初にノーサンバーランド公に叙されたのは、テューダー朝の廷臣ジョン・ダドリー (1502-1553) である。彼は専制君主ヘンリー8世とつづく少年王エドワード6世の治世下において出世し、ヘンリー8世時代の1542年3月12日にライル子爵(Viscount Lisle) 、エドワード6世即位直後の1547年2月16日にウォリック伯爵 (Earl of Warwick) に叙せられた。そして1551年10月に摂政サマセット公エドワード・シーモア (1506-1552) を失脚に追い込んだことで国政を主導する立場になり、この際の1551年10月11日にノーサンバーランド公に叙された。しかし1553年7月にエドワード6世が崩御するとカトリックのメアリー王女の即位を防ぐべく、ジェーン・グレイを女王に擁立。それに反発して蜂起したメアリーに敗れた結果、大逆罪で処刑されるという末路をたどった。ノーサンバーランド公の爵位も剥奪された。
2期目のノーサンバランド公に叙されたのはチャールズ2世の私生児ジョージ・フィッツロイ (1665-1716) である。彼はバーバラ・パーマー (1641-1709) が生んだチャールズ2世の3人の私生児の末息子であり、1674年10月1日にノーサンバーランド伯爵 (Earl of Northumberland) 、コーンウォール州におけるファルマス子爵 (Viscount Falmouth in the county of Cornwall) 、ヨーク州におけるポンテフラクト男爵 (Baron of Pontefract in the county of York) に叙され、さらに1683年4月6日にノーサンバーランド公爵に叙された。しかし子供がなかったため、彼の死とともに全爵位が廃絶した。
公式の物と認められていないが、1716年にはジャコバイト支持者だった第2代ウォートン侯爵フィリップ・ウォートンがジャコバイトの王ジェイムズ3世（大僭称者）からジャコバイト貴族の爵位としてノーサンバーランド公爵に叙せられている。

### パーシー家
現存する3期目のノーサンバーランド公に叙されたのはヒュー・スミソン (1714-1786) である。彼はスミソン準男爵家の生まれであり、1733年に第4代準男爵位を継承し、1740年には第7代サマセット公爵アルジャーノン・シーモア (1684–1750) の娘エリザベス(1716-1776) と結婚した。
エリザベスの父サマセット公は、ノーサンバーランド伯爵パーシー家最後の当主である第11代ノーサンバーランド伯爵ジョスリン・パーシー (1644–1670) の孫にあたる。この血縁関係からサマセット公には1749年10月2日に娘婿ヒュー・スミソンへの特別継承権を認めたグレートブリテン貴族爵位ノーサンバーランド伯爵とノーサンバーランド州におけるワークワース城のワークワース男爵 (Baron Warkworth, of Warkworth Castle in the County of Northumberland) が与えられた。この特別継承権の規定により1750年2月のサマセット公の死去でヒューは第2代ノーサンバーランド伯位を継承するとともに議会の議決によりスミソン姓をパーシー姓に改めた。ここに80年ぶりにノーサンバーランド伯爵パーシー家が復活することとなった。
ヒューはその後もトーリー党の政治家としてアイルランド総督（在職1763-1765）などの官職を歴任して活躍したため、1766年10月22日にノーサンバーランド公爵とパーシー伯爵 (Earl Percy) に叙せられた。これがノーサンバーランド公爵家の創始となる。さらに1784年1月28日には次男アルジャーノン・パーシー (1750–1830) への特別継承権を認めたグレートブリテン貴族爵位ノーサンバーランド州におけるアニックのロヴェイン男爵 (Baron Lovaine, of Alnwick in the County of Northumberland) に叙された。このアルジャーノンは1790年にビヴァリー伯爵に叙されており、後に彼の息子が5代公となる。
初代公の長男で2代公を継承したヒュー (1742-1817) は大将まで昇進した陸軍軍人であり、トーリー党の政治家でもあった。彼は父から公爵位を継承する前の1776年12月5日に母エリザベスからパーシー男爵(Baron Percy) を継承していた。この爵位は7代サマセット公がアニックのパーシー男爵（1557年創設のイングランド貴族爵位）として議会招集されたが、実際には同爵位は1670年に廃絶していたため、結果的に新規に叙された形となったもの（いわゆる錯誤により創設された男爵）である。なお、その承継条件は「男子なき場合に姉妹間に優劣のない女系継承が可とする」ものであったため、サマセット公の死後にエリザベスが継承していた。
2代公の長男で3代公を継承したヒュー (1785-1847) もトーリー党の政治家であり、1829年から1830年にかけてアイルランド総督を務めた。しかし反動保守的な人物であり、1832年の選挙法改正に反対している。
2代公の末息子で4代公を継承したアルジャーノン (1792-1865) も保守党の政治家であり、公爵位を継承する前の1816年11月27日に連合王国貴族爵位ノーサンバーランド州におけるプルードホー城のプルードホー男爵 (Baron Prudhoe, of Prudhoe Castle in the County of Northumberland) に叙されていた。公爵襲爵後の1852年には第一次ダービー伯爵内閣で海軍大臣を務めている。
4代公の死去により2代公の男系男子は絶えた。初代公の次男・初代ビヴァリー伯アルジャーノン・パーシーの息子である2代ビヴァリー伯ジョージ (1778-1867) が5代公を継承した。以降ノーサンバーランド公爵位は2016年現在まで彼の男系男子によって継承される。
その息子である6代公アルジャーノン (1810-1899) はヴィクトリア朝の保守党政権下で閣僚職を歴任した。トーリー気質の者が多いノーサンバーランド公爵家の歴代当主の中でも特に保守反動的だったことで知られ、1867年の第二次選挙法改正や1886年に提出されたアイルランド自治法案に強く反対した。

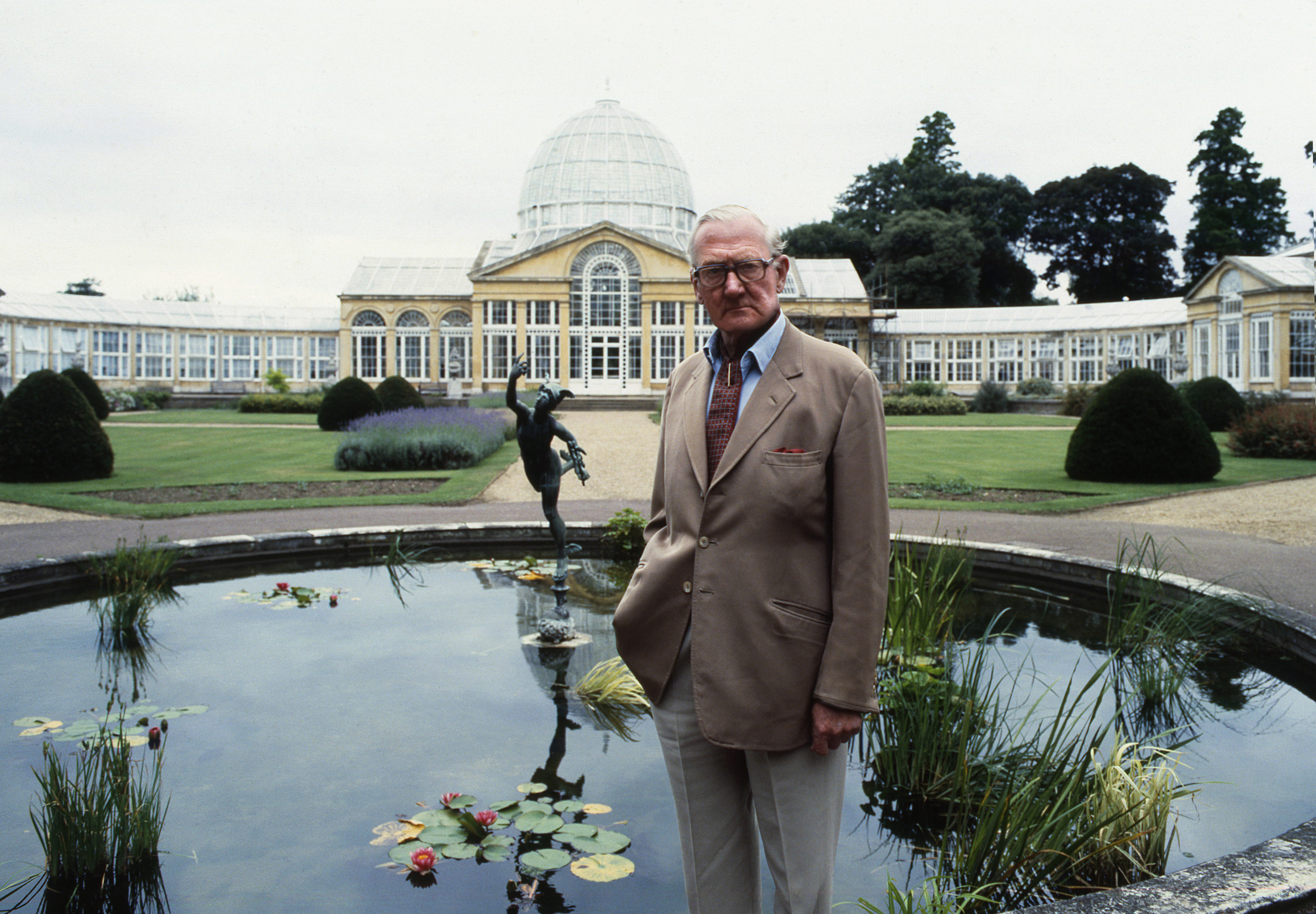
ノーサンバーランド公爵家邸宅シオン・ハウスをバックに立つ第10代ノーサンバーランド公爵ヒュー・パーシー

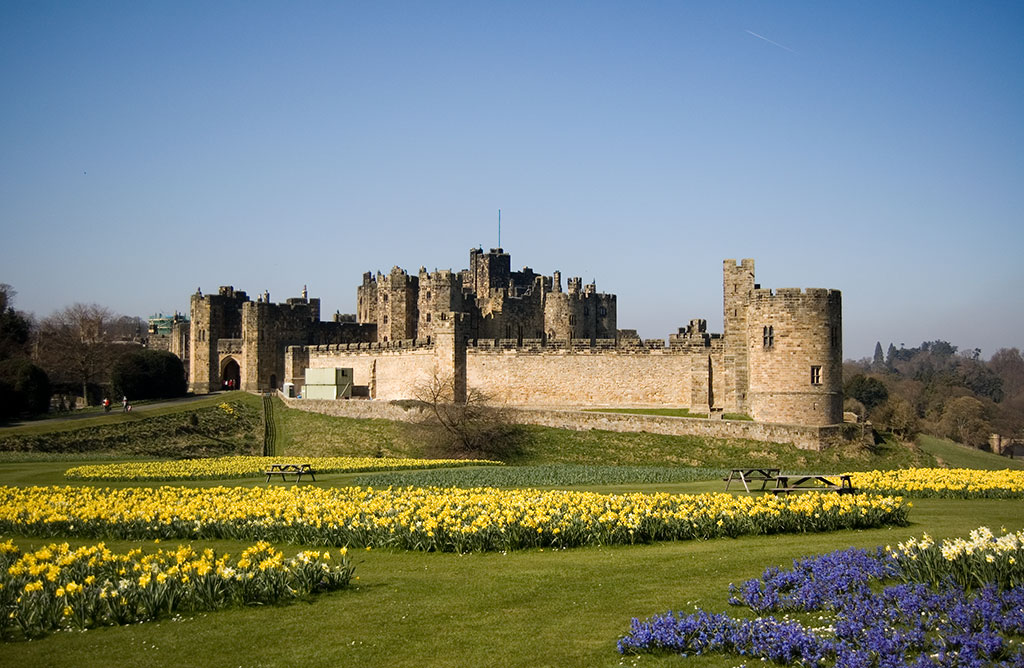
ノーサンバーランド公爵家所有のアニック城

その孫である8代公アラン(1880-1930) は、貴族院の極右グループの指導者となり、『愛国者』と名付けた定期刊行物を発行し、「大英帝国をユダヤ人とボルシェヴィズムから守る」と称して反ユダヤ主義と反共主義の宣伝を行った。
その長男の9代公ヘンリー(1912-1940) は、第二次世界大戦に従軍したが、1940年5月のドイツ軍の西方電撃戦の際にベルギーのエスケルムで戦死している。
その弟である10代公ヒュー(1914-1988) の代の1957年に第9代アソル公爵ジェイムズ・ステュワート＝マレーが死去し、彼が所持していたパーシー男爵位は10代公が継承することになった。4代公の死去以来アソル公爵家に移っていたパーシー男爵位が再びノーサンバーランド公爵家に戻る形となった。
2016年現在の当主は10代公の次男である12代公ラルフ・パーシー(1956-) である。
初代公が領地で鉱山開発に励み、子孫たちが鉱山を賃貸して金を稼いだため、非常に裕福な貴族である。20世紀には経済的に没落する貴族が増え、領地売却が盛んになったが、ノーサンバーランド公爵家はうまく立ち回って大きな没落を防いだ。18万エーカーもの領地を有した19世紀後半の最盛期と比べると減少したものの、いまだ10万5000エーカー（1976年の発表）にもおよぶ領地を所有する大地主である。
邸宅はノーサンバーランドにあるアニック城とミドルセックスにあるサイオン・ハウスである。家訓は「神を信じよ (Esperance En Dieu) 」。

## 現当主の保有爵位/準男爵位
現在の当主第12代ノーサンバーランド公爵ラルフ・パーシーは以下の爵位・準男爵位を保有している。
- 第12代ノーサンバーランド公爵 (12th Duke of Northumberland)
(1766年10月22日の勅許状によるグレートブリテン貴族爵位)
- 第13代ノーサンバーランド伯爵 (13th Earl of Northumberland)
(1749年10月2日の勅許状によるグレートブリテン貴族爵位)
- 第12代パーシー伯爵 (12th Earl Percy)
(1766年10月22日の勅許状によるグレートブリテン貴族爵位)
- 第9代ビバリー伯爵（英語版） (9th Earl of Beverley)
(1790年11月2日の勅許状によるグレートブリテン貴族爵位)
- 第11代パーシー男爵（英語版） (11th Baron Percy)
(1723年1月21日の議会招集令状（英語版）によるグレートブリテン貴族爵位)
- ノーサンバーランド州におけるワークワース城の第13代ワークワース男爵 (13th Baron Warkworth, of Warkworth Castle in the County of Northumberland)
(1749年10月2日の勅許状によるグレートブリテン貴族爵位)
- ノーサンバーランド州におけるアニックの第10代ロヴェイン男爵 (10th Baron Lovaine, of Alnwick in the County of Northumberland)
(1784年1月28日の勅許状によるグレートブリテン貴族爵位)
- (ヨーク州におけるスタンウィックの)第15代準男爵（英語版） (15th Baronet, "of Stanwick in the County of York")
(1660年8月2日の勅許状によるイングランド準男爵位)

## 一覧

### ノーサンバーランド公 第1期 (1551年)
| 肖像 | 爵位の代数 名前 （生没年）                                    | 受爵期間                   | 備考                   | その他の爵位                       |
| ---- | ------------------------------------------------------------- | -------------------------- | ---------------------- | ---------------------------------- |
|      | 初代ノーサンバーランド公爵 ジョン・ダドリー （1502年-1553年） | 1551年10月11日 - 1553年8月 | 大逆罪で処刑・爵位剥奪 | ウォリック伯 ライル子爵 ライル男爵 |

### ノーサンバーランド公 第2期 (1683年)
| 肖像 | 爵位の代数 名前 （生没年）                                          | 受爵期間                     | 備考                               | その他の爵位                                           |
| ---- | ------------------------------------------------------------------- | ---------------------------- | ---------------------------------- | ------------------------------------------------------ |
|      | 初代ノーサンバーランド公爵 ジョージ・フィッツロイ （1665年-1716年） | 1683年4月6日 - 1716年6月28日 | チャールズ2世の私生児 嗣子なく廃絶 | ノーサンバーランド伯 ファルマス子爵 ポンテフラクト男爵 |

### ノーサンバーランド公 第3期 (1766年)
| 肖像 | 爵位の代数 名前 （生没年）                                                                        | 受爵期間                       | 備考         | その他の爵位 |
| ---- | ------------------------------------------------------------------------------------------------- | ------------------------------ | ------------ | --- |
|      | 初代ノーサンバーランド公爵 ヒュー・パーシー(旧姓スミソン) （1714年-1786年）                       | 1766年10月22日 - 1786年6月6日  | 4代準男爵    | ノーサンバーランド伯 パーシー伯 ワークワース男爵 ロヴェイン男爵 (スタンウィック)準男爵                                     |
|      | 第2代ノーサンバーランド公爵 ヒュー・パーシー(旧姓スミソン) （1742年-1817年）                      | 1786年6月6日 - 1817年7月10日   | 先代の長男   | ノーサンバーランド伯 パーシー伯 パーシー男爵 ワークワース男爵 (スタンウィック)準男爵                                       |
|      | 第3代ノーサンバーランド公爵 ヒュー・パーシー （1785年-1847年）                                    | 1817年7月10日 - 1847年2月11日  | 先代の長男   | ノーサンバーランド伯 パーシー伯 パーシー男爵 ワークワース男爵 (スタンウィック)準男爵                                       |
|      | 第4代ノーサンバーランド公爵 アルジャーノン・パーシー （1792年-1865年）                            | 1847年2月11日 - 1865年2月12日  | 先代の弟     | ノーサンバーランド伯 パーシー伯 パーシー男爵 ワークワース男爵 プルードホー男爵 (スタンウィック)準男爵                      |
|      | 第5代ノーサンバーランド公爵 ジョージ・パーシー （1778年-1867年）                                  | 1865年2月12日 - 1867年8月22日  | 先代の従兄弟 | ノーサンバーランド伯 パーシー伯 ビバリー伯 ワークワース男爵 ロヴェイン男爵 (スタンウィック)準男爵                          |
|      | 第6代ノーサンバーランド公爵 アルジャーノン・ジョージ・パーシー （1810年-1899年）                  | 1867年8月22日 - 1899年1月2日   | 先代の長男   | ノーサンバーランド伯 パーシー伯 ビバリー伯 ワークワース男爵 ロヴェイン男爵 (スタンウィック)準男爵                          |
|      | 第7代ノーサンバーランド公爵 ヘンリー・ジョージ・パーシー （1846年-1918年）                        | 1899年1月2日 - 1918年5月14日   | 先代の息子   | ノーサンバーランド伯 パーシー伯 ビバリー伯 ワークワース男爵 ロヴェイン男爵 (スタンウィック)準男爵                          |
|      | 第8代ノーサンバーランド公爵 アラン・イアン・パーシー （1880年-1930年）                            | 1918年5月14日 - 1930年8月23日  | 先代の長男   | ノーサンバーランド伯 パーシー伯 ビバリー伯 ワークワース男爵 ロヴェイン男爵 (スタンウィック)準男爵                          |
|      | 第9代ノーサンバーランド公爵 ヘンリー・ジョージ・アラン・パーシー （1912年-1940年）                | 1930年8月23日 - 1940年5月21日  | 先代の長男   | ノーサンバーランド伯 パーシー伯 ビバリー伯 ワークワース男爵 ロヴェイン男爵 (スタンウィック)準男爵                          |
|      | 第10代ノーサンバーランド公爵 ヒュー・アルジャーノン・パーシー （1914年-1988年）                   | 1940年5月21日 - 1988年8月23日  | 先代の弟     | ノーサンバーランド伯 パーシー伯 ビバリー伯 パーシー男爵(1957年から) ワークワース男爵 ロヴェイン男爵 (スタンウィック)準男爵 |
|      | 第11代ノーサンバーランド公爵 ヘンリー・アラン・ウォルター・リチャード・パーシー （1953年-1995年） | 1988年8月23日 - 1995年10月31日 | 先代の長男   | ノーサンバーランド伯 パーシー伯 ビバリー伯 パーシー男爵(1957年から) ワークワース男爵 ロヴェイン男爵 (スタンウィック)準男爵 |
|      | 第12代ノーサンバーランド公爵 ラルフ・ジョージ・アルジャーノン・パーシー （1956年-）               | 1995年10月31日 - 受爵中        | 先代の弟     | ノーサンバーランド伯 パーシー伯 ビバリー伯 パーシー男爵(1957年から) ワークワース男爵 ロヴェイン男爵 (スタンウィック)準男爵 |
|      | パーシー伯爵(儀礼称号) ジョージ・ドミニク・パーシー （1984年-）                                   | 法定推定相続人                 | 現当主の長男 | |

## 系図
|                                                                                              |                                                                                              |                                                                                              |                                                                                              |                                                                                              |                                                                                              |  |  | | | | | | |                                                  |                                                  | | | | | ノーサンバーランド伯パーシー家                                                                               | |                        |                        |                        |                        |  |  |  |  |  |  |  |  |  |  |  |  |  |  |
|                                                                                              |                                                                                              |                                                                                              |                                                                                              |                                                                                              |                                                                                              |  |  | | | | | | |                                                  |                                                  | | | | | | |                        |                        |                        |                        |  |  |  |  |  |  |  |  |  |  |  |  |  |  |
|                                                                                              |                                                                                              |                                                                                              |                                                                                              |                                                                                              |                                                                                              |  |  | | | | | | |                                                  |                                                  | | | | | 11代ノーサンバーランド伯 ジョスリン・パーシー (1644–1670)                                                    | |                        |                        |                        |                        |  |  |  |  |  |  |  |  |  |  |  |  |  |  |
|                                                                                              |                                                                                              |                                                                                              |                                                                                              |                                                                                              |                                                                                              |  |  | | | | | | |                                                  |                                                  | | | | | ノーサンバーランド伯廃絶                                                                                     | |                        |                        |                        |                        |  |  |  |  |  |  |  |  |  |  |  |  |  |  |
|                                                                                              |                                                                                              |                                                                                              |                                                                                              |                                                                                              |                                                                                              |  |  | | | | | | |                                                  |                                                  | | | | | | |                        |                        |                        |                        |  |  |  |  |  |  |  |  |  |  |  |  |  |  |
|                                                                                              |                                                                                              |                                                                                              |                                                                                              |                                                                                              |                                                                                              |  |  | | | | | 6代サマセット公 チャールズ・シーモア (1662–1748)                                                                | 6代サマセット公 チャールズ・シーモア (1662–1748)                                                                | 6代サマセット公 チャールズ・シーモア (1662–1748) | 6代サマセット公 チャールズ・シーモア (1662–1748) | 6代サマセット公 チャールズ・シーモア (1662–1748)                                                             | 6代サマセット公 チャールズ・シーモア (1662–1748)                                                             | | | エリザベス (1667-1722)                                                                                       | エリザベス (1667-1722)                                                                                       | エリザベス (1667-1722) | エリザベス (1667-1722) | エリザベス (1667-1722) | エリザベス (1667-1722) |  |  |  |  |  |  |  |  |  |  |  |  |  |  |
|                                                                                              |                                                                                              |                                                                                              |                                                                                              |                                                                                              |                                                                                              |  |  | | | | | 6代サマセット公 チャールズ・シーモア (1662–1748)                                                                | 6代サマセット公 チャールズ・シーモア (1662–1748)                                                                | 6代サマセット公 チャールズ・シーモア (1662–1748) | 6代サマセット公 チャールズ・シーモア (1662–1748) | 6代サマセット公 チャールズ・シーモア (1662–1748)                                                             | 6代サマセット公 チャールズ・シーモア (1662–1748)                                                             | | | エリザベス (1667-1722)                                                                                       | エリザベス (1667-1722)                                                                                       | エリザベス (1667-1722) | エリザベス (1667-1722) | エリザベス (1667-1722) | エリザベス (1667-1722) |  |  |  |  |  |  |  |  |  |  |  |  |  |  |
|                                                                                              |                                                                                              |                                                                                              |                                                                                              |                                                                                              |                                                                                              |  |  | | | | | | |                                                  |                                                  | | | | | | |                        |                        |                        |                        |  |  |  |  |  |  |  |  |  |  |  |  |  |  |
|                                                                                              |                                                                                              |                                                                                              |                                                                                              |                                                                                              |                                                                                              |  |  | | | | | | |                                                  |                                                  | 1722年パーシー男爵 1749年ノーサンバーランド伯                                                                | | | | | |                        |                        |                        |                        |  |  |  |  |  |  |  |  |  |  |  |  |  |  |
|                                                                                              |                                                                                              |                                                                                              |                                                                                              |                                                                                              |                                                                                              |  |  | | | | | | |                                                  |                                                  | 7代サマセット公 初代ノーサンバーランド伯 初代パーシー男爵 アルジャーノン・シーモア (1684–1750)               | | | | | |                        |                        |                        |                        |  |  |  |  |  |  |  |  |  |  |  |  |  |  |
|                                                                                              |                                                                                              |                                                                                              |                                                                                              |                                                                                              |                                                                                              |  |  | スミソン準男爵家                                                                                                | | | | | |                                                  |                                                  | | | | | | |                        |                        |                        |                        |  |  |  |  |  |  |  |  |  |  |  |  |  |  |
|                                                                                              |                                                                                              |                                                                                              |                                                                                              |                                                                                              |                                                                                              |  |  | | | | | | |                                                  |                                                  | | | | | | |                        |                        |                        |                        |  |  |  |  |  |  |  |  |  |  |  |  |  |  |
|                                                                                              |                                                                                              |                                                                                              |                                                                                              |                                                                                              |                                                                                              |  |  | 1766年ノーサンバーランド公                                                                                      | | | | | |                                                  |                                                  | | | | | | |                        |                        |                        |                        |  |  |  |  |  |  |  |  |  |  |  |  |  |  |
|                                                                                              |                                                                                              |                                                                                              |                                                                                              |                                                                                              |                                                                                              |  |  | 初代ノーサンバーランド公 2代ノーサンバーランド伯 ヒュー・パーシー (1714–1786)                                   | 初代ノーサンバーランド公 2代ノーサンバーランド伯 ヒュー・パーシー (1714–1786)                                   | 初代ノーサンバーランド公 2代ノーサンバーランド伯 ヒュー・パーシー (1714–1786)                                   | 初代ノーサンバーランド公 2代ノーサンバーランド伯 ヒュー・パーシー (1714–1786)                                   | 初代ノーサンバーランド公 2代ノーサンバーランド伯 ヒュー・パーシー (1714–1786)                                   | 初代ノーサンバーランド公 2代ノーサンバーランド伯 ヒュー・パーシー (1714–1786)                                   |                                                  |                                                  | 2代パーシー女男爵 エリザベス (1716-1776)                                                                     | 2代パーシー女男爵 エリザベス (1716-1776)                                                                     | 2代パーシー女男爵 エリザベス (1716-1776)                                                                     | 2代パーシー女男爵 エリザベス (1716-1776)                                                                     | 2代パーシー女男爵 エリザベス (1716-1776)                                                                     | 2代パーシー女男爵 エリザベス (1716-1776)                                                                     |                        |                        |                        |                        |  |  |  |  |  |  |  |  |  |  |  |  |  |  |
|                                                                                              |                                                                                              |                                                                                              |                                                                                              |                                                                                              |                                                                                              |  |  | 初代ノーサンバーランド公 2代ノーサンバーランド伯 ヒュー・パーシー (1714–1786)                                   | 初代ノーサンバーランド公 2代ノーサンバーランド伯 ヒュー・パーシー (1714–1786)                                   | 初代ノーサンバーランド公 2代ノーサンバーランド伯 ヒュー・パーシー (1714–1786)                                   | 初代ノーサンバーランド公 2代ノーサンバーランド伯 ヒュー・パーシー (1714–1786)                                   | 初代ノーサンバーランド公 2代ノーサンバーランド伯 ヒュー・パーシー (1714–1786)                                   | 初代ノーサンバーランド公 2代ノーサンバーランド伯 ヒュー・パーシー (1714–1786)                                   |                                                  |                                                  | 2代パーシー女男爵 エリザベス (1716-1776)                                                                     | 2代パーシー女男爵 エリザベス (1716-1776)                                                                     | 2代パーシー女男爵 エリザベス (1716-1776)                                                                     | 2代パーシー女男爵 エリザベス (1716-1776)                                                                     | 2代パーシー女男爵 エリザベス (1716-1776)                                                                     | 2代パーシー女男爵 エリザベス (1716-1776)                                                                     |                        |                        |                        |                        |  |  |  |  |  |  |  |  |  |  |  |  |  |  |
|                                                                                              |                                                                                              |                                                                                              |                                                                                              |                                                                                              |                                                                                              |  |  | | | | | | |                                                  |                                                  | | | | | | |                        |                        |                        |                        |  |  |  |  |  |  |  |  |  |  |  |  |  |  |
|                                                                                              |                                                                                              |                                                                                              |                                                                                              |                                                                                              |                                                                                              |  |  | | | | | | |                                                  |                                                  | | | | | | |                        |                        |                        |                        |  |  |  |  |  |  |  |  |  |  |  |  |  |  |
|                                                                                              |                                                                                              |                                                                                              |                                                                                              |                                                                                              |                                                                                              |  |  | 2代ノーサンバーランド公 3代ノーサンバーランド伯 3代パーシー男爵 ヒュー・パーシー (1742–1817)                    | 2代ノーサンバーランド公 3代ノーサンバーランド伯 3代パーシー男爵 ヒュー・パーシー (1742–1817)                    | 2代ノーサンバーランド公 3代ノーサンバーランド伯 3代パーシー男爵 ヒュー・パーシー (1742–1817)                    | 2代ノーサンバーランド公 3代ノーサンバーランド伯 3代パーシー男爵 ヒュー・パーシー (1742–1817)                    | 2代ノーサンバーランド公 3代ノーサンバーランド伯 3代パーシー男爵 ヒュー・パーシー (1742–1817)                    | 2代ノーサンバーランド公 3代ノーサンバーランド伯 3代パーシー男爵 ヒュー・パーシー (1742–1817)                    |                                                  |                                                  | 初代ビバリー伯 アルジャーノン・パーシー (1750–1830)                                                          | 初代ビバリー伯 アルジャーノン・パーシー (1750–1830)                                                          | 初代ビバリー伯 アルジャーノン・パーシー (1750–1830)                                                          | 初代ビバリー伯 アルジャーノン・パーシー (1750–1830)                                                          | 初代ビバリー伯 アルジャーノン・パーシー (1750–1830)                                                          | 初代ビバリー伯 アルジャーノン・パーシー (1750–1830)                                                          |                        |                        |                        |                        |  |  |  |  |  |  |  |  |  |  |  |  |  |  |
|                                                                                              |                                                                                              |                                                                                              |                                                                                              |                                                                                              |                                                                                              |  |  | 2代ノーサンバーランド公 3代ノーサンバーランド伯 3代パーシー男爵 ヒュー・パーシー (1742–1817)                    | 2代ノーサンバーランド公 3代ノーサンバーランド伯 3代パーシー男爵 ヒュー・パーシー (1742–1817)                    | 2代ノーサンバーランド公 3代ノーサンバーランド伯 3代パーシー男爵 ヒュー・パーシー (1742–1817)                    | 2代ノーサンバーランド公 3代ノーサンバーランド伯 3代パーシー男爵 ヒュー・パーシー (1742–1817)                    | 2代ノーサンバーランド公 3代ノーサンバーランド伯 3代パーシー男爵 ヒュー・パーシー (1742–1817)                    | 2代ノーサンバーランド公 3代ノーサンバーランド伯 3代パーシー男爵 ヒュー・パーシー (1742–1817)                    |                                                  |                                                  | 初代ビバリー伯 アルジャーノン・パーシー (1750–1830)                                                          | 初代ビバリー伯 アルジャーノン・パーシー (1750–1830)                                                          | 初代ビバリー伯 アルジャーノン・パーシー (1750–1830)                                                          | 初代ビバリー伯 アルジャーノン・パーシー (1750–1830)                                                          | 初代ビバリー伯 アルジャーノン・パーシー (1750–1830)                                                          | 初代ビバリー伯 アルジャーノン・パーシー (1750–1830)                                                          |                        |                        |                        |                        |  |  |  |  |  |  |  |  |  |  |  |  |  |  |
|                                                                                              |                                                                                              |                                                                                              |                                                                                              |                                                                                              |                                                                                              |  |  | | | | | | |                                                  |                                                  | | | | | | |                        |                        |                        |                        |  |  |  |  |  |  |  |  |  |  |  |  |  |  |
| 3代ノーサンバーランド公 4代ノーサンバーランド伯 4代パーシー男爵 ヒュー・パーシー (1785–1847) | 3代ノーサンバーランド公 4代ノーサンバーランド伯 4代パーシー男爵 ヒュー・パーシー (1785–1847) | 3代ノーサンバーランド公 4代ノーサンバーランド伯 4代パーシー男爵 ヒュー・パーシー (1785–1847) | 3代ノーサンバーランド公 4代ノーサンバーランド伯 4代パーシー男爵 ヒュー・パーシー (1785–1847) | 3代ノーサンバーランド公 4代ノーサンバーランド伯 4代パーシー男爵 ヒュー・パーシー (1785–1847) | 3代ノーサンバーランド公 4代ノーサンバーランド伯 4代パーシー男爵 ヒュー・パーシー (1785–1847) |  |  | 4代ノーサンバーランド公 5代ノーサンバーランド伯 5代パーシー男爵 アルジャーノン・パーシー (1792–1865)            | 4代ノーサンバーランド公 5代ノーサンバーランド伯 5代パーシー男爵 アルジャーノン・パーシー (1792–1865)            | 4代ノーサンバーランド公 5代ノーサンバーランド伯 5代パーシー男爵 アルジャーノン・パーシー (1792–1865)            | 4代ノーサンバーランド公 5代ノーサンバーランド伯 5代パーシー男爵 アルジャーノン・パーシー (1792–1865)            | 4代ノーサンバーランド公 5代ノーサンバーランド伯 5代パーシー男爵 アルジャーノン・パーシー (1792–1865)            | 4代ノーサンバーランド公 5代ノーサンバーランド伯 5代パーシー男爵 アルジャーノン・パーシー (1792–1865)            |                                                  |                                                  | 5代ノーサンバーランド公 6代ノーサンバーランド伯 2代ビバリー伯 ジョージ・パーシー (1778–1867)                 | 5代ノーサンバーランド公 6代ノーサンバーランド伯 2代ビバリー伯 ジョージ・パーシー (1778–1867)                 | 5代ノーサンバーランド公 6代ノーサンバーランド伯 2代ビバリー伯 ジョージ・パーシー (1778–1867)                 | 5代ノーサンバーランド公 6代ノーサンバーランド伯 2代ビバリー伯 ジョージ・パーシー (1778–1867)                 | 5代ノーサンバーランド公 6代ノーサンバーランド伯 2代ビバリー伯 ジョージ・パーシー (1778–1867)                 | 5代ノーサンバーランド公 6代ノーサンバーランド伯 2代ビバリー伯 ジョージ・パーシー (1778–1867)                 |                        |                        |                        |                        |  |  |  |  |  |  |  |  |  |  |  |  |  |  |
| 3代ノーサンバーランド公 4代ノーサンバーランド伯 4代パーシー男爵 ヒュー・パーシー (1785–1847) | 3代ノーサンバーランド公 4代ノーサンバーランド伯 4代パーシー男爵 ヒュー・パーシー (1785–1847) | 3代ノーサンバーランド公 4代ノーサンバーランド伯 4代パーシー男爵 ヒュー・パーシー (1785–1847) | 3代ノーサンバーランド公 4代ノーサンバーランド伯 4代パーシー男爵 ヒュー・パーシー (1785–1847) | 3代ノーサンバーランド公 4代ノーサンバーランド伯 4代パーシー男爵 ヒュー・パーシー (1785–1847) | 3代ノーサンバーランド公 4代ノーサンバーランド伯 4代パーシー男爵 ヒュー・パーシー (1785–1847) |  |  | 4代ノーサンバーランド公 5代ノーサンバーランド伯 5代パーシー男爵 アルジャーノン・パーシー (1792–1865)            | 4代ノーサンバーランド公 5代ノーサンバーランド伯 5代パーシー男爵 アルジャーノン・パーシー (1792–1865)            | 4代ノーサンバーランド公 5代ノーサンバーランド伯 5代パーシー男爵 アルジャーノン・パーシー (1792–1865)            | 4代ノーサンバーランド公 5代ノーサンバーランド伯 5代パーシー男爵 アルジャーノン・パーシー (1792–1865)            | 4代ノーサンバーランド公 5代ノーサンバーランド伯 5代パーシー男爵 アルジャーノン・パーシー (1792–1865)            | 4代ノーサンバーランド公 5代ノーサンバーランド伯 5代パーシー男爵 アルジャーノン・パーシー (1792–1865)            |                                                  |                                                  | 5代ノーサンバーランド公 6代ノーサンバーランド伯 2代ビバリー伯 ジョージ・パーシー (1778–1867)                 | 5代ノーサンバーランド公 6代ノーサンバーランド伯 2代ビバリー伯 ジョージ・パーシー (1778–1867)                 | 5代ノーサンバーランド公 6代ノーサンバーランド伯 2代ビバリー伯 ジョージ・パーシー (1778–1867)                 | 5代ノーサンバーランド公 6代ノーサンバーランド伯 2代ビバリー伯 ジョージ・パーシー (1778–1867)                 | 5代ノーサンバーランド公 6代ノーサンバーランド伯 2代ビバリー伯 ジョージ・パーシー (1778–1867)                 | 5代ノーサンバーランド公 6代ノーサンバーランド伯 2代ビバリー伯 ジョージ・パーシー (1778–1867)                 |                        |                        |                        |                        |  |  |  |  |  |  |  |  |  |  |  |  |  |  |
|                                                                                              |                                                                                              |                                                                                              |                                                                                              |                                                                                              |                                                                                              |  |  | | | | | | |                                                  |                                                  | 6代ノーサンバーランド公 7代ノーサンバーランド伯 3代ビバリー伯 アルジャーノン・パーシー (1810–1899)           | | | | | |                        |                        |                        |                        |  |  |  |  |  |  |  |  |  |  |  |  |  |  |
|                                                                                              |                                                                                              |                                                                                              |                                                                                              |                                                                                              |                                                                                              |  |  | | | | | | |                                                  |                                                  | | | | | | |                        |                        |                        |                        |  |  |  |  |  |  |  |  |  |  |  |  |  |  |
|                                                                                              |                                                                                              |                                                                                              |                                                                                              |                                                                                              |                                                                                              |  |  | | | | | | |                                                  |                                                  | 7代ノーサンバーランド公 8代ノーサンバーランド伯 4代ビバリー伯 ヘンリー・パーシー (1846–1918)                 | | | | | |                        |                        |                        |                        |  |  |  |  |  |  |  |  |  |  |  |  |  |  |
|                                                                                              |                                                                                              |                                                                                              |                                                                                              |                                                                                              |                                                                                              |  |  | | | | | | |                                                  |                                                  | | | | | | |                        |                        |                        |                        |  |  |  |  |  |  |  |  |  |  |  |  |  |  |
|                                                                                              |                                                                                              |                                                                                              |                                                                                              |                                                                                              |                                                                                              |  |  | | | | | | |                                                  |                                                  | 8代ノーサンバーランド公 9代ノーサンバーランド伯 5代ビバリー伯 アラン・パーシー (1880–1930)                   | | | | | |                        |                        |                        |                        |  |  |  |  |  |  |  |  |  |  |  |  |  |  |
|                                                                                              |                                                                                              |                                                                                              |                                                                                              |                                                                                              |                                                                                              |  |  | | | | | | |                                                  |                                                  | | | | | | |                        |                        |                        |                        |  |  |  |  |  |  |  |  |  |  |  |  |  |  |
|                                                                                              |                                                                                              |                                                                                              |                                                                                              |                                                                                              |                                                                                              |  |  | | | | | | |                                                  |                                                  | | | | | | |                        |                        |                        |                        |  |  |  |  |  |  |  |  |  |  |  |  |  |  |
|                                                                                              |                                                                                              |                                                                                              |                                                                                              |                                                                                              |                                                                                              |  |  | 9代ノーサンバーランド公 10代ノーサンバーランド伯 6代ビバリー伯 ヘンリー・パーシー (1912–1940)                   | 9代ノーサンバーランド公 10代ノーサンバーランド伯 6代ビバリー伯 ヘンリー・パーシー (1912–1940)                   | 9代ノーサンバーランド公 10代ノーサンバーランド伯 6代ビバリー伯 ヘンリー・パーシー (1912–1940)                   | 9代ノーサンバーランド公 10代ノーサンバーランド伯 6代ビバリー伯 ヘンリー・パーシー (1912–1940)                   | 9代ノーサンバーランド公 10代ノーサンバーランド伯 6代ビバリー伯 ヘンリー・パーシー (1912–1940)                   | 9代ノーサンバーランド公 10代ノーサンバーランド伯 6代ビバリー伯 ヘンリー・パーシー (1912–1940)                   |                                                  |                                                  | 10代ノーサンバーランド公 11代ノーサンバーランド伯 7代ビバリー伯 9代パーシー男爵 ヒュー・パーシー (1914–1988) | 10代ノーサンバーランド公 11代ノーサンバーランド伯 7代ビバリー伯 9代パーシー男爵 ヒュー・パーシー (1914–1988) | 10代ノーサンバーランド公 11代ノーサンバーランド伯 7代ビバリー伯 9代パーシー男爵 ヒュー・パーシー (1914–1988) | 10代ノーサンバーランド公 11代ノーサンバーランド伯 7代ビバリー伯 9代パーシー男爵 ヒュー・パーシー (1914–1988) | 10代ノーサンバーランド公 11代ノーサンバーランド伯 7代ビバリー伯 9代パーシー男爵 ヒュー・パーシー (1914–1988) | 10代ノーサンバーランド公 11代ノーサンバーランド伯 7代ビバリー伯 9代パーシー男爵 ヒュー・パーシー (1914–1988) |                        |                        |                        |                        |  |  |  |  |  |  |  |  |  |  |  |  |  |  |
|                                                                                              |                                                                                              |                                                                                              |                                                                                              |                                                                                              |                                                                                              |  |  | 9代ノーサンバーランド公 10代ノーサンバーランド伯 6代ビバリー伯 ヘンリー・パーシー (1912–1940)                   | 9代ノーサンバーランド公 10代ノーサンバーランド伯 6代ビバリー伯 ヘンリー・パーシー (1912–1940)                   | 9代ノーサンバーランド公 10代ノーサンバーランド伯 6代ビバリー伯 ヘンリー・パーシー (1912–1940)                   | 9代ノーサンバーランド公 10代ノーサンバーランド伯 6代ビバリー伯 ヘンリー・パーシー (1912–1940)                   | 9代ノーサンバーランド公 10代ノーサンバーランド伯 6代ビバリー伯 ヘンリー・パーシー (1912–1940)                   | 9代ノーサンバーランド公 10代ノーサンバーランド伯 6代ビバリー伯 ヘンリー・パーシー (1912–1940)                   |                                                  |                                                  | 10代ノーサンバーランド公 11代ノーサンバーランド伯 7代ビバリー伯 9代パーシー男爵 ヒュー・パーシー (1914–1988) | 10代ノーサンバーランド公 11代ノーサンバーランド伯 7代ビバリー伯 9代パーシー男爵 ヒュー・パーシー (1914–1988) | 10代ノーサンバーランド公 11代ノーサンバーランド伯 7代ビバリー伯 9代パーシー男爵 ヒュー・パーシー (1914–1988) | 10代ノーサンバーランド公 11代ノーサンバーランド伯 7代ビバリー伯 9代パーシー男爵 ヒュー・パーシー (1914–1988) | 10代ノーサンバーランド公 11代ノーサンバーランド伯 7代ビバリー伯 9代パーシー男爵 ヒュー・パーシー (1914–1988) | 10代ノーサンバーランド公 11代ノーサンバーランド伯 7代ビバリー伯 9代パーシー男爵 ヒュー・パーシー (1914–1988) |                        |                        |                        |                        |  |  |  |  |  |  |  |  |  |  |  |  |  |  |
|                                                                                              |                                                                                              |                                                                                              |                                                                                              |                                                                                              |                                                                                              |  |  | | | | | | |                                                  |                                                  | | | | | | |                        |                        |                        |                        |  |  |  |  |  |  |  |  |  |  |  |  |  |  |
|                                                                                              |                                                                                              |                                                                                              |                                                                                              |                                                                                              |                                                                                              |  |  | 11代ノーサンバーランド公 12代ノーサンバーランド伯 8代ビバリー伯 10代パーシー男爵 ヘンリー・パーシー (1953–1995) | 11代ノーサンバーランド公 12代ノーサンバーランド伯 8代ビバリー伯 10代パーシー男爵 ヘンリー・パーシー (1953–1995) | 11代ノーサンバーランド公 12代ノーサンバーランド伯 8代ビバリー伯 10代パーシー男爵 ヘンリー・パーシー (1953–1995) | 11代ノーサンバーランド公 12代ノーサンバーランド伯 8代ビバリー伯 10代パーシー男爵 ヘンリー・パーシー (1953–1995) | 11代ノーサンバーランド公 12代ノーサンバーランド伯 8代ビバリー伯 10代パーシー男爵 ヘンリー・パーシー (1953–1995) | 11代ノーサンバーランド公 12代ノーサンバーランド伯 8代ビバリー伯 10代パーシー男爵 ヘンリー・パーシー (1953–1995) |                                                  |                                                  | 12代ノーサンバーランド公 13代ノーサンバーランド伯 9代ビバリー伯 11代パーシー男爵 ラルフ・パーシー (1956-)    | 12代ノーサンバーランド公 13代ノーサンバーランド伯 9代ビバリー伯 11代パーシー男爵 ラルフ・パーシー (1956-)    | 12代ノーサンバーランド公 13代ノーサンバーランド伯 9代ビバリー伯 11代パーシー男爵 ラルフ・パーシー (1956-)    | 12代ノーサンバーランド公 13代ノーサンバーランド伯 9代ビバリー伯 11代パーシー男爵 ラルフ・パーシー (1956-)    | 12代ノーサンバーランド公 13代ノーサンバーランド伯 9代ビバリー伯 11代パーシー男爵 ラルフ・パーシー (1956-)    | 12代ノーサンバーランド公 13代ノーサンバーランド伯 9代ビバリー伯 11代パーシー男爵 ラルフ・パーシー (1956-)    |                        |                        |                        |                        |  |  |  |  |  |  |  |  |  |  |  |  |  |  |
|                                                                                              |                                                                                              |                                                                                              |                                                                                              |                                                                                              |                                                                                              |  |  | 11代ノーサンバーランド公 12代ノーサンバーランド伯 8代ビバリー伯 10代パーシー男爵 ヘンリー・パーシー (1953–1995) | 11代ノーサンバーランド公 12代ノーサンバーランド伯 8代ビバリー伯 10代パーシー男爵 ヘンリー・パーシー (1953–1995) | 11代ノーサンバーランド公 12代ノーサンバーランド伯 8代ビバリー伯 10代パーシー男爵 ヘンリー・パーシー (1953–1995) | 11代ノーサンバーランド公 12代ノーサンバーランド伯 8代ビバリー伯 10代パーシー男爵 ヘンリー・パーシー (1953–1995) | 11代ノーサンバーランド公 12代ノーサンバーランド伯 8代ビバリー伯 10代パーシー男爵 ヘンリー・パーシー (1953–1995) | 11代ノーサンバーランド公 12代ノーサンバーランド伯 8代ビバリー伯 10代パーシー男爵 ヘンリー・パーシー (1953–1995) |                                                  |                                                  | 12代ノーサンバーランド公 13代ノーサンバーランド伯 9代ビバリー伯 11代パーシー男爵 ラルフ・パーシー (1956-)    | 12代ノーサンバーランド公 13代ノーサンバーランド伯 9代ビバリー伯 11代パーシー男爵 ラルフ・パーシー (1956-)    | 12代ノーサンバーランド公 13代ノーサンバーランド伯 9代ビバリー伯 11代パーシー男爵 ラルフ・パーシー (1956-)    | 12代ノーサンバーランド公 13代ノーサンバーランド伯 9代ビバリー伯 11代パーシー男爵 ラルフ・パーシー (1956-)    | 12代ノーサンバーランド公 13代ノーサンバーランド伯 9代ビバリー伯 11代パーシー男爵 ラルフ・パーシー (1956-)    | 12代ノーサンバーランド公 13代ノーサンバーランド伯 9代ビバリー伯 11代パーシー男爵 ラルフ・パーシー (1956-)    |                        |                        |                        |                        |  |  |  |  |  |  |  |  |  |  |  |  |  |  |
|                                                                                              |                                                                                              |                                                                                              |                                                                                              |                                                                                              |                                                                                              |  |  | | | | | | |                                                  |                                                  | パーシー伯(儀礼称号) ジョージ・パーシー (1984–)                                                              | | | | | |                        |                        |                        |                        |  |  |  |  |  |  |  |  |  |  |  |  |  |  |